# Autostrada A4 (Marocco)
L'autostrada A4, 54 km di lunghezza, è un'autostrada del Marocco che collega Tangeri al suo porto Tangeri Med. L'infrastruttura è stata inaugurata il 25 marzo 2008 e serve il più grande porto africano, le zone di libero scambio e della logistica che circondano il complesso portuale.
Per questa autostrada è stato richiesto un investimento di 4 miliardi di dirham.

## Cronologia
- 2007: Autostrada A1 - Strada nazionale 2: 23 km
- 2008: Strada nazionale 2 - porto di Tangeri Med: 31 km

## Sezione Tangeri-Porto di Tangeri Med
Unica sezione con 52 km di lunghezza. Passa per Melloussa e Ksar es-Seghir dove si ferma. Questa strada si può chiamare anche autostrada di Detroit e serve molto per il grande porto africano di Tangeri Med.

## Tabella percorso
| A 4 Autoroute A4 Tanger - Tanger Med |                                  |      |      |
| Tipo                                 | Indicazione                      | ↓km↓ | ↑km↑ |
|                                      | Autostrada A1 A 1 Tangeri        |      | +0   |
|                                      | Tangeri Ovest                    |      | +1   |
|                                      | Tangeri-Ain Dalia                |      | +12  |
|                                      | Tangeri Est                      |      | +23  |
|                                      | Stazione di servizio Tangeri Est |      | +25  |
|                                      | Melloussa                        |      | +26  |
|                                      | Casello autostrada Melloussa     |      | +26  |
|                                      | Ksar es-Seghir                   |      | +45  |
|                                      | Tangeri Med                      |      | +54  |